# Neophemula vitrina
Neophemula vitrina là một loài bướm đêm thuộc phân họ Arctiinae, họ Erebidae.